# Elisabeth Rethberg

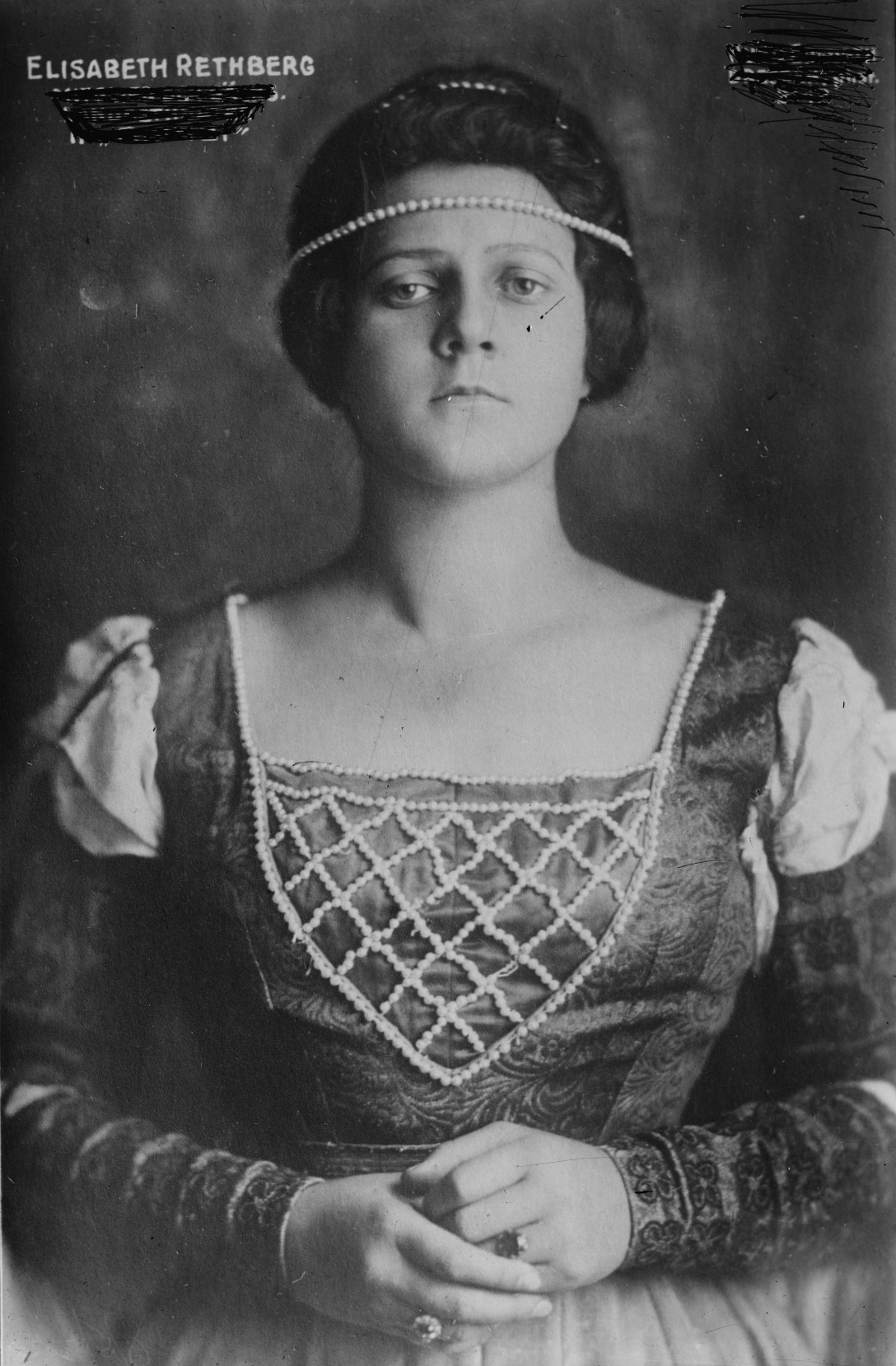
Elisabeth Rethberg (undatierte Aufnahme)

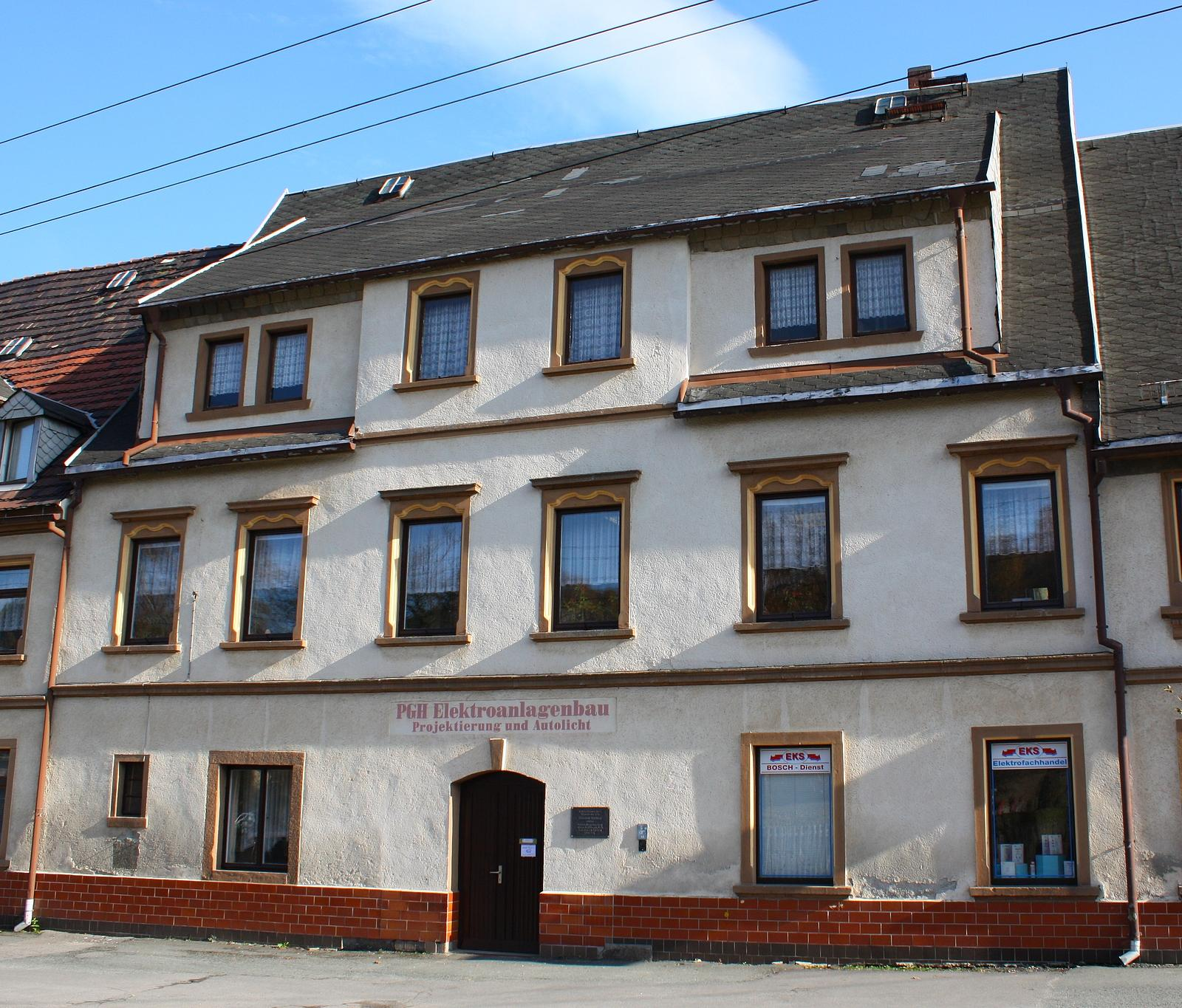
Geburtshaus in Schwarzenberg mit Gedenktafel

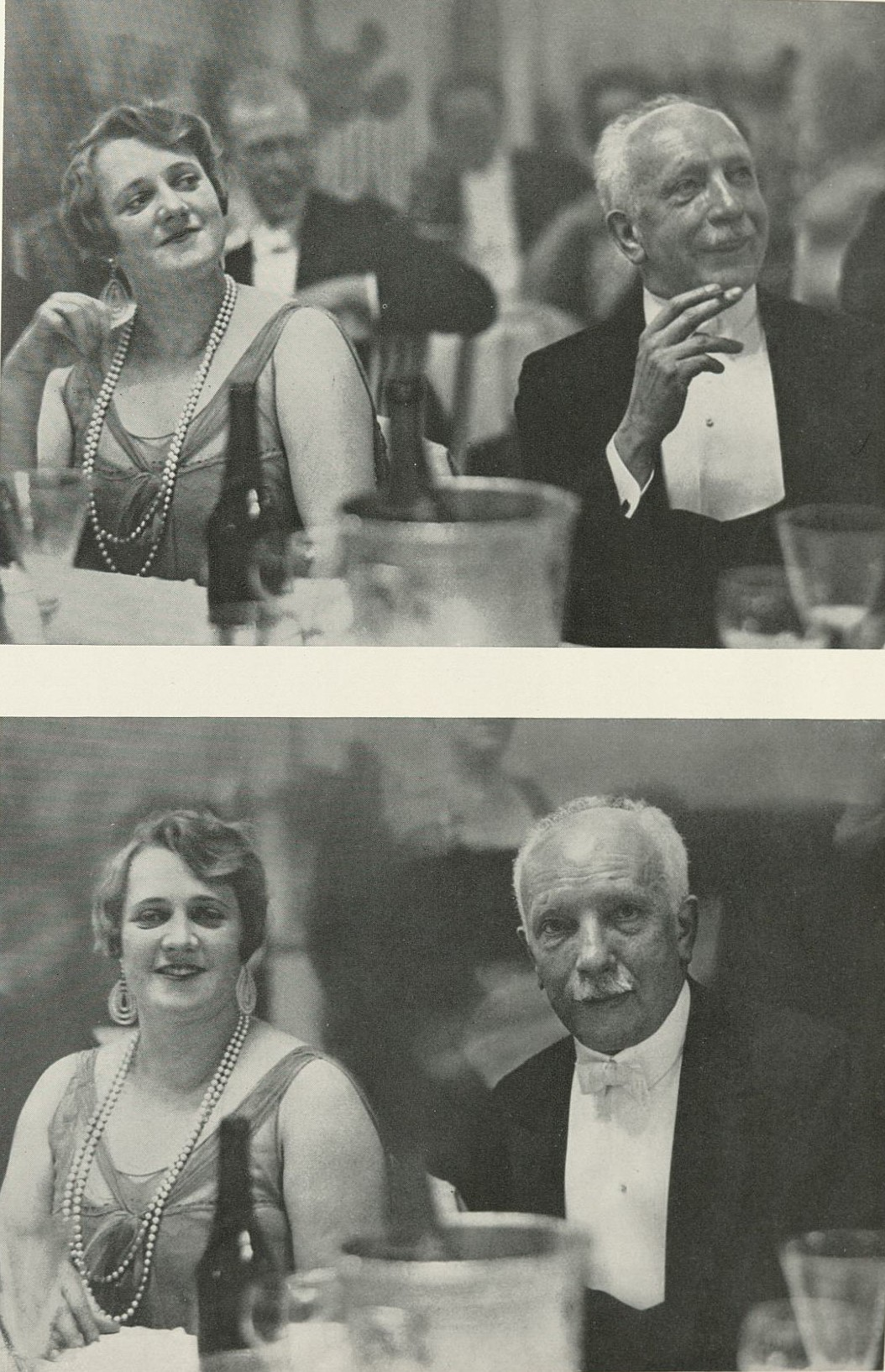
Rethberg und Strauss 1928 bei der Premierenfeier der „Ägyptischen Helena“, Fotos von Erich Salomon.

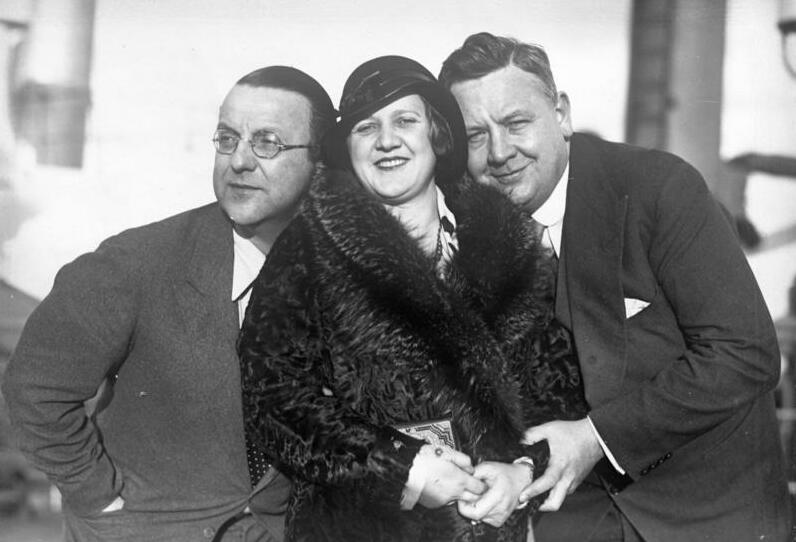
Elisabeth Rethberg mit Michael Bohnen (links) und Lauritz Melchior auf dem Weg nach New York (1932)

Elisabeth Rethberg, geborene Lisabeth Sättler, (* 22. September 1894 in Schwarzenberg/Erzgeb.; † 6. Juni 1976 in Yorktown Heights, New York) war eine deutsche Opernsängerin (Sopran). Sie galt als die beste „Aida“ ihrer Zeit und wurde 1929 von Arturo Toscanini als die „größte lebende Sopranistin“ bezeichnet.

## Leben
Rethberg wurde als Tochter des Schwarzenberger Selektenschuloberlehrers Karl Gustav Sättler aus Rittersgrün und dessen Frau Johanna Emanuela geb. Müller aus Gröba bei Riesa geboren. Diese hatten zunächst in dem Haus in der Schwarzenberger Schloßstraße Nr. 10 gelebt, in dem 1865 die Heimatlieddichterin Johanne Amalie von Elterlein gestorben war und die Kinder Karl (1881) und Hertha (1883) geboren wurden, und zogen dann in ein Gebäude des ehemaligen Schwarzenberger Kugelhammers in der Obergasse. Nach Hans (1885) und Käthe (1888), die beide später in den USA lebten, wurde Elisabeth am 22. September 1894 geboren und am 30. Oktober des Jahres im Hause getauft. Als Taufpaten waren mit den Fabrikbesitzern Matthias Kalb aus Schwarzenberg und Paul Lein aus Pirna, Guido Sternkopf, Besitzer einer Schneidmühle und einer Wirtschaft in Rittersgrün, und den Brüdern Woldemar und Richard Schneider, Kaufmann in Schönheide und Oberlehrer in Raschau, angesehene Männer erschienen.
Elisabeth begann im Alter von fünf Jahren mit dem Klavierspiel und erhielt von ihrem vielbeschäftigten Vater unregelmäßig Unterricht. Nach ihrer Konfirmation 1909 in der Schwarzenberger St.-Georgen-Kirche ging sie verstärkt ihren musikalischen Neigungen nach. 1911 trat sie, von ihrer Schwester Käthe auf dem Klavier begleitet, bei einem öffentlichen Konzert mit Liedern Franz Liszts auf, woraufhin sie von der lokalen Presse gefeiert wurde. Auf Anraten ihres Patenonkels Richard Schneider meldete sie sich Ostern 1912 am Königlichen Konservatorium  Dresden an, wo sie bis zum Herbst 1913 studierte. Ein anschließendes Privatstudium bei Otto Watrin, einem Schüler August Ifferts, wurde zu Beginn des Ersten Weltkrieges unterbrochen. Elisabeth bildete sich nun autodidaktisch fort und erhielt eine dramatische Ausbildung in der Opernschule Petrenz in Dresden; hier wurde sie 1915 an der Hofoper engagiert und nahm den Künstlernamen „Elisabeth Rethberg“ an.
Nach dem Tod von Elisabeths Mutter 1914 zog ihr Vater 1915, inzwischen in den Ruhestand gegangen, mit ihrer Schwester Käthe nach Dresden in die Franklinstraße 32, um in der Nähe seiner jüngsten Tochter zu leben. Elisabeth entwickelte sich zu einer Künstlerin, die Oper, Oratorium und Lied gut beherrschte und in ihrer Zeit in Dresden mehr als 100 Rollen spielte, darunter einen der Edelknaben im Lohengrin, Agathe, die Figaro-Gräfin, Pamina, Konstanze, Aida, Mimi, Sophie, Eva und Elsa. Sie trat vermehrt auch in anderen großen deutschen Städten, im Ausland und auf den östlichen und westlichen Kriegsschauplätzen auf. 1922 war sie bei einer der ersten Opernaufführungen der Salzburger Festspiele als Gräfin Almaviva zu sehen. Im selben Jahr erreichte sie einen Höhepunkt ihrer Karriere, als sie für zunächst fünf Jahre an der Metropolitan Opera in New York engagiert wurde. In den Sommermonaten stand sie für die Ravinia Park Opera Company in Chicago auf der Bühne. Von 1928 bis 1940 trat sie zudem regelmäßig in San Francisco auf. Zu jährlichen Gastspielen reiste sie nach Europa und sang u. a. 1928 die Titelpartie der Uraufführung der „Ägyptischen Helena“ von Richard Strauss in Dresden. Im August 1939 hatte sie ihre letzten Auftritte bei den Salzburger Festspielen: sie war als  „Donna Anna“ in Don Giovanni und als „Feldmarschallin“ im Rosenkavalier zu sehen.
Rethberg heiratete 1923 in Highland Park (USA) den Manager Albert E. Domann (* 1890 Spremberg), der zwei Kinder aus einer früheren Ehe hatte und bis 1937 mit ihr in den USA lebte. In zweiter Ehe heiratete sie 1957 den in St. Petersburg geborenen Bariton George Cehanovsky (1892–1986), der wie sie an der Metropolitan Opera engagiert war. 1942 nahm sie Abschied von der Bühne; sie starb am 6. Juni 1976 im Alter von 81 Jahren in Yorktown Heights, New York, an der Alzheimerschen Krankheit.

## Schriften
- Otto Watrin, Elisabeth Rethberg (Geleitwort): Worauf es beim Singen ankommt. Grundlegende Anweisungen zur Erlernung des Belkanto Gesanges unter besondere Berücksichtigung von Atemtechnik, Tonstützung, Stimmbandfunktion. Bieler, Köln 1968.